# Колыбельная Джимбо
«Колыбельная Джимбо» (англ. Jimbo's Lullaby, по-русски нередко Колыбельная слонёнку) — вторая пьеса из фортепианного цикла Клода Дебюсси «Детский уголок» (1908), посвящённого композитором своей дочери Эмме (домашнее имя Шушу), к этому времени трёхлетней. Озаглавлена, как и все пьесы цикла, по-английски.
Известно, что пьеса подразумевает игрушечного слона Шушу, которого звали Джимбо — в честь легендарного гигантского слона Джамбо, однако композитор настаивал именно на таком написании имени игрушки. В «Колыбельной Джимбо» использован мотив французской народной колыбельной Do, do, l’enfant do («Спи, спи, малыш, спи») и, в частности, основной в её мелодии интервал большая секунда. При этом изобразительный ряд пьесы определяется преобладанием нижних регистров, соответствующих изображаемому животному, и тонкими модуляциями мелодии при отсутствии её развития.
Позднее сам Дебюсси цитировал «Колыбельную Джимбо» в своём балете для детей «Ящик с игрушками». Сходство с этой пьесой находили также в пассакалье из фортепианного трио Мориса Равеля (1914), однако считается, что это совпадение, вызванное обращением обоих композиторов к пентатонике.
Пьеса Дебюсси послужила претекстом для стихотворения Эдит Ситуэлл «Колыбельная для Джамбо», в свою очередь, положенного на музыку Уильямом Уолтоном.